# 葭州
葭州（かしゅう）は、中国にかつて存在した州。金代から民国初年にかけて、現在の陝西省楡林市佳県一帯に設置された。

## 概要
1099年（元符2年）、北宋により石州葭芦寨に晋寧軍が置かれた。晋寧軍は河東路に属し、定胡・臨泉の2県と5寨5堡を管轄した。
1182年（大定22年）、金により晋寧軍は葭州と改められた。葭州は河東北路に属し、8寨9堡を管轄した。
元のとき、葭州は延安府に属し、呉堡・神木・府谷の3県を管轄した。
明のとき、葭州は延安府に属し、呉堡・神木・府谷の3県を管轄した。
清のとき、葭州は楡林府に属し、属県を持たない散州となった。
1912年、中華民国により葭州は廃止され、葭県と改められた。